# Jutta Kirst
Jutta Kirst (născută Krautwurst; n. 10 noiembrie 1954, Dresda, RDG) este o atletă ce a reprezentat Republica Democrată Germană, medaliată olimpică. A participat la o ediție a Jocurilor Olimpice (1980) în care a câștigat medalia de bronz în proba de săritura în înălțime.

## Palmares
| An   | Competiție                   | Locație                    | Loc | Note   |
| ---- | ---------------------------- | -------------------------- | --- | ------ |
| 1973 | Universiada                  | Moscova, Uniunea Sovietică | 2   | 1,84 m |
| 1978 | Campionatul European în sală | Milano, Italia             | 9   | 1,85 m |
| 1978 | Campionatul European         | Praga, Cehoslovacia        | 4   | 1,93 m |
| 1980 | Jocurile Olimpice            | Moscova, Uniunea Sovietică | 3   | 1,94 m |
| 1981 | Cupa Mondială                | Roma, Italia               | 5   | 1,86 m |
| 1982 | Campionatul European         | Atena, Grecia              | 5   | 1,94 m |